# Di buen día a papá
Pour plus de détails, voir Fiche technique et Distribution.
Di buen día a papá (littéralement « Dis bonjour à papa ») est un film cubano-argentino-bolivien réalisé par Fernando Vargas, sorti en 2005.

## Synopsis
À La Higuera, en 1967, Che Guevara est tué et sa dépouille est exposée à la population avant d'être enterrée dans un lieu secret. Trois générations de femmes vivant dans la région sont diversement affectées par cet épisode historique.

## Fiche technique
- Titre original : Di buen día a papá
- Réalisation :  Fernando Vargas
- Scénario : Fernando Vargas et Verónica Córdova
- Production : Hugo Castro Fau, Verónica Córdova, Pablo Trapero, Fernando Vargas et Fernando Vega
- Direction artistique : César Morón
- Pays d'origine :  Bolivie,  Argentine,  Cuba
- Langues originales : espagnol, anglais et français
- Durée : 107 minutes (Argentine : 115 minutes)
- Format : Couleurs - Dolby Digital
- Dates de sortie :
  -  Bolivie : 10 juillet 2005 (première)
  -  Argentine : 13 octobre 2005 (Buenos Aires)

## Distribution
- Soledad Ardaya	: Ángeles
- Lisa Areno : Lovise
- Elia Arteaga : Juana
- Luis Bredow : Eustáquilo

## Distinctions
- Festival du film latino-américain de Huelva 2005 : sélection officielle en compétition
- Festival du film de Carthagène 2007 : sélection officielle en compétition